# Vilhelm Kyhn
Peter Vilhelm Karl Kyhn, född den 30 mars 1819 i Köpenhamn, död den 11 maj 1903, var en dansk målare.
Kyhn studerade vid konstakademien, men utbildade sig huvudsakligen på egen hand. Kyhn målade dansk natur med mycken känsla, kraft och stämningsstyrka. Han var närmast efter Peter Christian Skovgaard sin generations mest betydande danske landskapsmålare. Tekniskt stod han något tillbaka, men hans friskt poetiska, av den europeiska konstutvecklingen oberoende naturuppfattningen skänkte personlig och nationell hållning åt hans målare fram genom åren. Särskilt Kühns framställning av natthimlen har rönt beröm. Sådana tavlor som Utsikten vid Bjergelide och många bilder från Jyllands hedar visar storslagen modellering av landskapet, medan däremot i Kylig sommarafton och Sommarafton vid Himmelbjerget hans förmåga att i färger ge uttryck åt en klar och levande stämning på ett slående sätt framträder. 
Kyhn var även en flitig etsare. Han är representerad på Konstmuseet i Köpenhamn med 26 nummer och även gott i Hirschsprungska samlingen. 1897 blev Kyhn ledamot av Akademien för de fria konsterna.  
Kyhn drev även en konstskola: Vilhelm Kyhns privata tecknings- och målarskola för kvinnor. Kyhn är representerad vid bland annat Göteborgs konstmuseum.

## Utmärkelser
- Neuhausenska priset,  1845[11]
- Riddare av Dannebrogorden,  1879[7]
- Dannebrogsmännens hederstecken,  1889[7]

[Redigera Wikidata]